# Інтерметаліди
Інтерметалі́чні сполу́ки (інтерметале́ві сполуки, металі́ди, інтерметаліди) (рос. интерметаллиды, англ. intermetallic (compound), нім. Intermetalliden pl) — це хімічні сполуки між металами, які утворюються в результаті взаємодії компонентів при сплавлені, конденсації з пари, а також при реакціях у твердому стані внаслідок взаємної дифузії (при хіміко-термічній обробці), при розпаді пересиченого твердого розчину одного металу в іншому, в результаті інтенсивної пластичної деформації при механоактивації. 
На світлині — Cr11Ge19

## Основні риси
Міжметалічна хімічна сполука двох або кількох металів, в якій атоми металів сполучені металічними зв'язками. У кристалічній ґратці металіду кожен метал створює свою підґратку, ніби вставлені одна в одну, і тому металід існує лише у певній області концентрацій компонентів, границі якої залежать від атомних радіусів, електронегативностей, потенціалів йонізації атомів металів. Склад таких сполук часто не відповідає формальній валентності компонентів, не завжди витримуються закони сталості складу й простих кратних співвідношень (напр., Ag5Sr). Структура їх визначається відношенням числа валентних електронів до числа атомів у елементарній комірці. Використовуються як магнітні матеріали, надпровідники, входять до складу жаростійких, високоміцних матеріалів.
Для інтерметалідів характерний переважно металічний тип хімічного зв'язку та специфічні металічні властивості. Однак серед них є також солеподібні сполуки з йоним зв'язком (Mg2Si, Mg2Ge), з проміжним — йоно-металічним (Ni2In) і ковалентно-металічним (NiAs), а також (рідше) з ковалентним зв'язком. Інтерметалічні сполуки відрізняються від сплавів упорядкованістю розташування атомів у кристалічній ґратці.
Розрізняють інтерметаліди постійного складу — дальтоніди та змінного складу — бертоліди.

## Структура
Кристалічна структура інтерметалічних сполук залежить від геометричних та електронних факторів атомів і є стійкою в межах, що визначаються складом, температурою і тиском (області гомогенності). Серед інтерметалідів слід виділяти електронні сполуки (фази Юм-Розері), з щільно упакованими структурами (фази Лавеса, Франка-Каспера, Новотного), фази Зинтля (іонні сполуки). Головний та визначальний фактор в утворенні фаз Юм-Розері — це електронна концентрація n, яка дорівнює відношенню числа валентних електронів до числа атомів в кристалічній ґратці. Наприклад, фази системи Cu-Zn: CuZn (n=3/2), Cu5Zn3 (n=21/13), CuZn3 (n=7/4). Для фаз Лавеса визначальним є також розмірний або геометричний фактор rA/rB, який визначає щільність упаковки структури. Ці фази (MgCu2, MgZn2, MgNi2) виникають при взаємодії атомів, для яких відношення rA/rB є близьким до 1.22 (на практиці 1.1-1.4). Фази Зинтля (Zintl) є продуктом реакції між лужними, лужноземельними металами та елементами 13, 14, 15 або 16 груп. Наприклад, K8In11, Na2Tl, Na7Sn12, Ba3Si4, Sr11Cd6Sb12.
Інтерметаліди постійного (точкового) складу — надструктури (ZrNiAl, CeCo3B2, NdMo2Fe11, Mg6Cu16Si7). Тверді розчини та фази заміщення (Ag2-xAlx), віднімання (Ni1-xAl) та включення (гідриди, карбіди, нітриди).
Класифікація Пірсона основана на виявленні найхарактерніших щільних і плоских (або майже плоских) сіток і послідовностей їх укладання у структурах сполук. В основі систематики Крип'якевича лежать координаційні характеристики (поліедри) атомів меншого розміру.

## Властивості
Фізичні та хімічні властивості інтерметалідів залежать більше від природи хімічного зв'язку, ніж від структури. Іонні інтерметаліди мають властивості, характерні для солей: високу температуру плавлення, занижену (у порівнянні з металічним типом) електропровідність, існування на діаграмах стану вузьких областей гомогенності. Для інтерметалідів із металічним типом зв'язку характерні властивості металів, наприклад, здатність до пластичної деформації. Все ж таки багато інтерметалідів характеризуються низькою пластичністю і надають крихкості сплавам.

## Застосування
Магнітні матеріали — SmCo5, Fe3Ni, MnCu2Al, Nd2Fe14B.
Надпровідники — Nb3Sn, Nb3Ge, V3Si.
Напівпровідники — GaAs, CrSi2, Mg2Sn.
Акумулятори водню — LaNi5, CeMg12.
Меркуриди AuHg2, Au2Hg, Au3Hg застосовуються для вилучення золота.